# Лангриккенбах
Лангриккенбах (нем. Langrickenbach) — коммуна в Швейцарии, в кантоне Тургау.

Входит в состав округа Кройцлинген. Население составляет 1099 человек (на 31 декабря 2007 года). Официальный код — 4681.

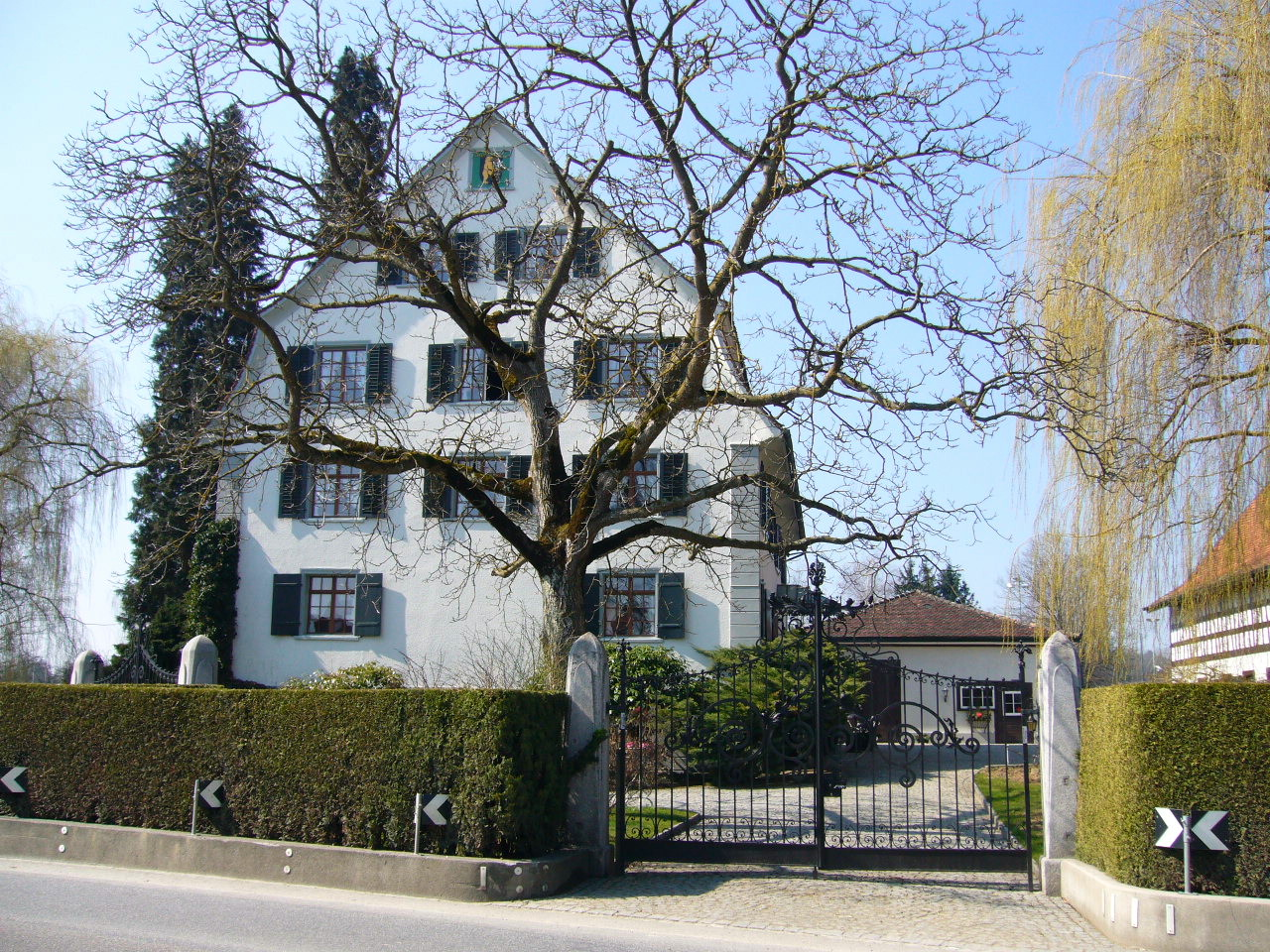
Лангриккенбах

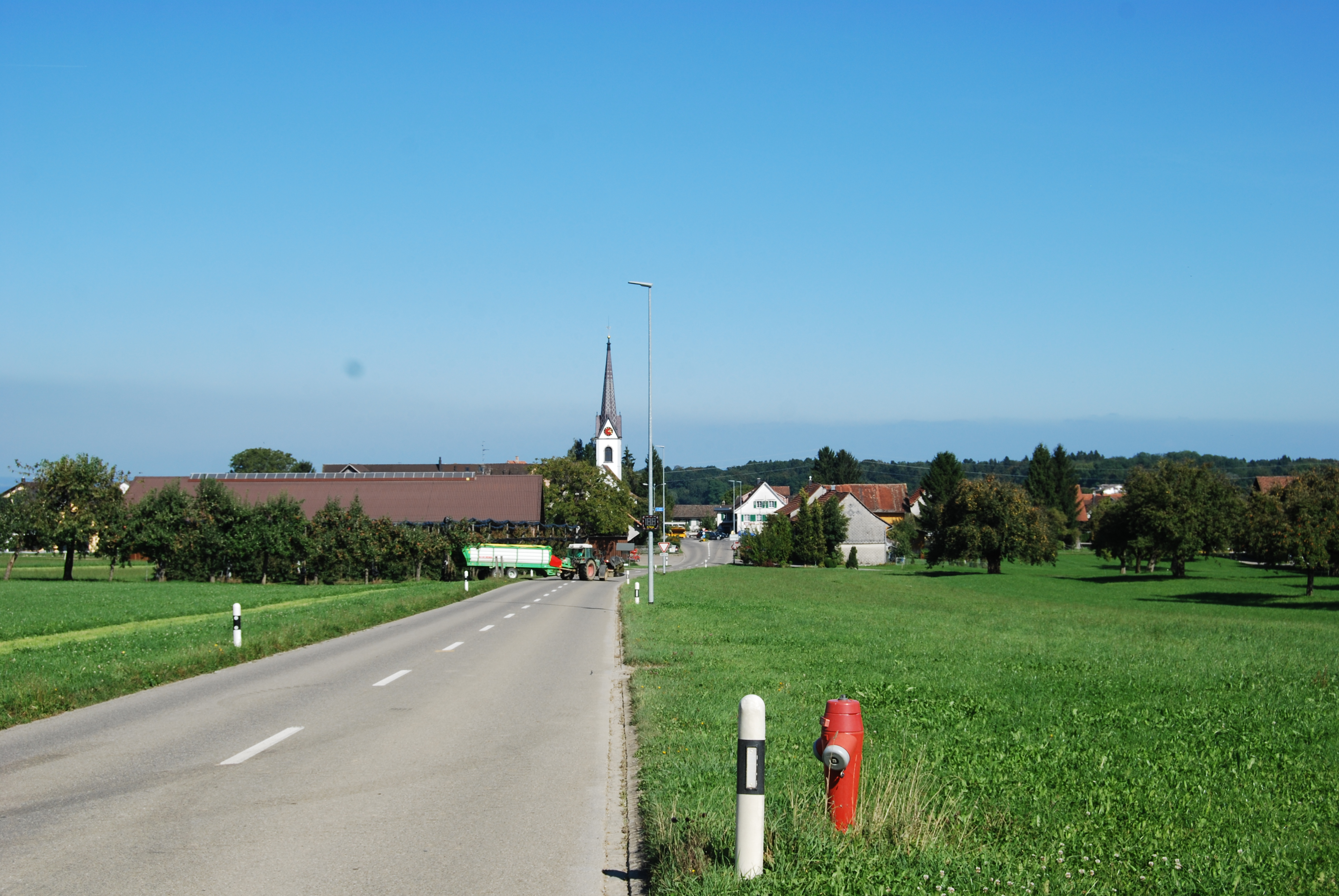
Лангриккенбах